# Billboard TOP40
『billboard TOP40』（ビルボードトップフォーティ）は、1983年（昭和58年）10月4日から、神奈川県の独立テレビ局であるテレビ神奈川（TVKテレビ→tvk）で放送されている洋楽ランキング専門の音楽番組。新聞内のラテ欄では『全米TOP40』、EPG上では『ビルボード全米TOP40』と表記。
tvk以外でも、主に2000年代以降ネットを開始している。
2007年（平成19年）10月27日には放送開始25周年を記念して特別番組が放送された。現在、tvkで放送されている番組では最長寿の番組である。2012年（平成24年）6月26日には、同一司会者による同一形態の音楽番組（放送開始から28年8ヶ月9日）として、ギネス世界記録が認定された。
VJ（ナレーター）は番組開始時から中村真理が担当している。

## 概要
ビルボードの総合チャート（洋楽）TOP40をアーティストにまつわる小ネタ（ゴシップ）と共に毎週発表。2010年よりハイビジョン制作に切り替わっている。それに伴って、これまで「billboard」と「TOP40」の2列で書かれていた番組タイトル名が1列で表記されるようになった。
デジタル編集が行われる前（変更時期は不明）は、あらかじめ40曲を録音・録画したビデオテープを用意し、スタジオで中村真理の音声を被せる形で録音されていた（いわゆる録って出し方式）。そのため、ナレーションを間違えると録り直しということもあったという。
なお、リクエストの際ペンネームの使用が認められていない。
2022年10月29日放送分で放送回数2000回を迎えた。これとtvkの開局50周年を記念して、特別番組『billboard 1983〜2022』を同年12月31日（19時 - 23時30分）に放送した。

## 内容
オープニング〜先週のTOP5
オープニング曲は1 - 2ヶ月で交代される（これはEDも同じ）。番組内で洋楽アーティストのコンサートのチケット先行予約が行われる事があり、その際にはオープニングで案内が表示される。
40位→21位
20位→11位
10位→1位
それぞれのランキングを発表した後、1 - 2曲のミュージック・ビデオが流れる。まれに洋楽アーティストのインタビューや日本でのコンサートの模様が流れる事がある。
Good-Bye TOP40
41位以下に下がった曲を紹介。紹介後、ミュージック・ビデオが流れる。
NEW ENTRY
REMARKABLE
41位以下の注目曲をミュージック・ビデオで紹介。
YESTER HITS
過去のヒット曲をミュージック・ビデオで紹介。通常はビデオを流すだけだが、来日が近いアーティストのミュージック・ビデオが流れる場合、ビデオが流れる前に中村、番組スタッフ、音楽関係者などからの紹介文が表示され、ビデオが流れている時にもそのアーティストのプロフィールが画面下部で流れたり、コンサートの日程を表示したりするなど通常と違った形で放送される事がある
○○ Nominees（Winner）
グラミー賞やアメリカン・ミュージック・アワードなど大きな音楽賞の各部門にノミネートされた歌手（曲）をミュージック・ビデオを流しながら紹介する。各部門につき1-2曲流れる。
「Winner」の場合は受賞した歌手（曲）のミュージック・ビデオが流れるが、ビデオが無い曲あるいはtvkにビデオが到着していない曲が受賞した場合は受賞した部門ごとカットして紹介する
○○ TOP10
イギリスのシングルチャートや米英のアルバムチャート、ダンスチャート、R&Bチャートなどの各種チャートのトップ10をミュージック・ビデオを流しながらテロップで表示。番組の構成の関係で稀に放送しない事もある。
エンディング
エンディングの後に注目曲をミュージック・ビデオで紹介。

### billboard TOP 100
1年の最終週または年明け初めの週（地域によって違う）に約2時間に渡って年間のTOP100を放送。このときは、番組名が『billboard TOP 100（ビルボード・トップ・ワンハウンドレッド）』（新聞紙上では『全米TOP100』）となる。

## ネット局と放送日時
現在（2022年10月 - ）
- テレビ神奈川 土曜 22:00 - 22:55
- 三重テレビ 日曜 25:00 - 25:55（8日遅れ）

過去
- 京都放送（KBS京都） 木曜 26:24 - 27:19（開始時期不明 - 2006年9月末。レギュラー放送終了後は、年間TOP100のみ放送）
- IBC岩手放送（1999年4月から1999年10月にかけては木曜24:50 - 25:45で放送されていた。その後、2000年10月までの休止を経て、2007年3月28日まで放送。終了当時の放送日時は、水曜 25:00 - 25:55）
- 福島放送 日曜 24:45 - 25:40（開始時期不明 - 2009年4月5日）
- とちぎテレビ 土曜 22:00 - 22:55（開始時期不明 - 2009年）
- TVQ九州放送 （開始時期不明 - 2001年3月、2010年10月29日 - 2011年3月。2010年の再開後は、金曜の25:28 - 26:28に放送）
- 北海道テレビ（1993年 - 1995年頃）
- 熊本朝日放送 日曜 25:40 - 26:40（2013年10月7日 - 2015年3月）
- テレビ新潟

年間TOP100のみ放送
- 東日本放送（2018年12月31日に2018年版を放送）
- 秋田テレビ（原則フジテレビ系夜の全国ニュースレギュラー番組（「ライブニュース アルファ・すぽると！」）年末年始休暇最終日あるいは年始初日にその日の最終番組として放送）
- テレビユー山形（2012年1月5日に2011年版を放送）
- チバテレ（2016年1月3日に2015年版を放送）
- 北陸放送（2018年12月30日に2018年版を放送）
- 福井テレビ（2018年12月30日に2018年版を放送）
- サンテレビ（2015年、2016年、2018年版を12月31日午後に放送）
- 琉球放送（2019年1月2日に2018年版を放送）